# Euchalinus anomalus
Euchalinus anomalus là một loài tò vò trong họ Ichneumonidae.